# Wollongongs pendeltåg
Staden Wollongong i Australien har ett litet pendeltågsnät som hanteras av Cityrail (som är en så kallad "business unit" av det delstatliga bolaget Rail Corporation New South Wales) som även kör intercitytåg mellan Sydney och Kiama (via Wollongong), Newcastle och andra städer inom stora Sydneyområdet.

## Pendeltågslinjer
| Linje           | Sträcka                   |
| --------------- | ------------------------- |
| Wollongong Line | Thirroul till Port Kembla |

### Wollongong Line
Denna linje löper från Thirroul (en ort i Wollongong), till staden Wollongong och vidare till Port Kembla (ett stort industriområde beläget vid kusten med stålverk och hamnar) och betjänar bland andra University of Wollongong och stålverket i Port Kembla.

## Fordonsflotta
Fordonen som används på denna linje är de samma som används som pendeltåg i Sydney och kan bytas ut med fordon från Sydney om ett fordon exempelvis skulle behöva omfattande underhållsarbete.

### Double Deck Suburban Cars
| Typ         | Namn (på engelska)       | Kraftkälla | Sätt    | Tillverkare              | Tillverkningsår | Vikt (ton) | Längd (korgen - mm) | Längd (kopplad - mm) | Bredd (mm) | Sittplatser | Luftkonditonerad |
| ----------- | ------------------------ | ---------- | ------- | ------------------------ | --------------- | ---------- | ------------------- | -------------------- | ---------- | ----------- | ---------------- |
| Drivenhet   | Series 4 Power Car       | El         | R, S    | Goninan                  | Okänt           | 45,0       | 19288               | 20216                | 3036       | 113         | Nej              |
| Drivenhet   | Series 1 Power Car       | El         | R, S    | Commonwealth Engineering | 1972 - okänt    | 45,4       | 19456               | 20218                | 3048       | 112         | Nej              |
| Vagn        | Series 4 Trailer         | El         | L, R, S | Goninan                  | Okänt           | 33,6       | 19120               | 20217                | 3036       | 130         | Nej              |
| Drivenhet   | Series 4 Power Car       | El         | L, R, S | Commonwealth Engineering | Okänt           | 46,6       | 19288               | 20219                | 3077       | 112         | Nej              |
| Drivenhet   | Series 2 & 3 Power Car   | El         | R, S    | Commonwealth Engineering | Okänt           | 45,4       | 19288               | 20219                | 3077       | 112         | Nej              |
| Manövervagn | Series 4 Control Trailer | El         | L, R, S | Commonwealth Engineering | Okänt           | 33,8       | 19288               | 20219                | 3077       | 114         | Nej              |
| Vagn        | Series 2 Trailer         | El         | R, S    | Commonwealth Engineering | Okänt           | 33,8       | 19288               | 20219                | 3077       | 129         | Nej              |
| Vagn        | Series 3 & 4 Trailer     | El         | R, S    | Commonwealth Engineering | Okänt           | 33,8       | 19288               | 20219                | 3077       | 124         | Nej              |
| Vagn        | Series 1 Trailer         | El         | R, S    | Commonwealth Engineering | Okänt           | 45,0       | 19456               | 20218                | 3048       | 112         | Nej              |
| Vagn        | Series 2 & 3 Trailer     | El         | R, S    | Commonwealth Engineering | Okänt           | 45,0       | 19288               | 20219                | 3077       | 112         | Nej              |
| Vagn        | Series 3 & 4 Trailer     | El         | R, S    | Commonwealth Engineering | Okänt           | 33,6       | 19120               | 20219                | 3077       | 130         | Nej              |

Vagnarna kopplas in i sätt, och olika sättyper ges olika bokstäver för att hjälpa järnvägsanställda att utföra sitt arbete.

## Fotnoter och källor
1. 1 2  State Rail Authority of New South Wales (2000) (på engelska). 2001-2002 Annual Report. sid. 16
2. ↑  CityRails tidtabell